# مرکز اروپایی پیش‌بینی میان‌مدت وضع هوا
مرکز اروپایی پیش‌بینی میان‌مدت وضع هوا (به انگلیسی: European Centre for Medium-Range Weather Forecasts (ECMWF)) یک سازمان دولتی بین‌المللی مستقل است که از سوی بسیاری از کشورهای اروپایی پشتیبانی می‌شود. ستاد آن در پارک شینفیلد، ردینگ، بارکشر، انگلستان، بریتانیا است. این مرکز یکی از بزرگ‌ترین مجموعه ابررایانه‌های اروپا را مدیریت می‌کند و بزرگ‌ترین بایگانی داده عددی پیش‌بینی آب‌وهوا است.
مرکز اروپایی پیش‌بینی میان‌مدت وضع هوا در سال ۱۹۷۵ (میلادی) در پاسخ به نیاز به گردآوری منابع علمی و فنی نهادهای و خدمات هواشناسی اروپا برای پیش‌بینی وضع هوا در مقیاس زمانی میان‌مدت (نزدیک به دو هفته) و منافع اجتماعی و اقتصادی حاصل از آن پایه‌گذاری شد.

## کشورهای عضو

### اعضای رسمی
در سال ۱۹۷۵، ۲۲ کشور مرکز اروپایی پیش‌بینی میان‌مدت وضع هوا را پایه گذاشتند. از سال ۲۰۱۰ (میلادی) نیز ۴ کشور دیگر اروپایی به این مرکز پیوستند.
| کشور          | سال پیوستن |
| ------------- | ---------- |
| اتریش         | ۱۹۷۵       |
| بلژیک         | ۱۹۷۵       |
| کرواسی        | ۲۰۱۱       |
| دانمارک       | ۱۹۷۵       |
| فنلاند        | ۱۹۷۵       |
| فرانسه        | ۱۹۷۵       |
| آلمان         | ۱۹۷۵       |
| یونان         | ۱۹۷۶       |
| ایسلند        | ۲۰۱۱       |
| جمهوری ایرلند | ۱۹۷۵       |
| ایتالیا       | ۱۹۷۷       |
| لوکزامبورگ    | ۲۰۰۲       |
| هلند          | ۱۹۷۵       |
| نروژ          | ۱۹۸۹       |
| پرتغال        | ۱۹۷۶       |
| صربستان       | ۲۰۱۴       |
| اسلوونی       | ۲۰۱۱       |
| اسپانیا       | ۱۹۷۵       |
| سوئد          | ۱۹۷۵       |
| سوئیس         | ۱۹۷۵       |
| ترکیه         | ۱۹۷۶       |
| بریتانیا      | ۱۹۷۵       |

### کشورهای همکار
| کشور          | سال پیوستن     |
| ------------- | -------------- |
| بلغارستان     | ۱۲ ژوئیه ۲۰۱۰  |
| جمهوری چک     | ۱ اوت ۲۰۰۱     |
| استونی        | ۷ نوامبر ۲۰۰۵  |
| مقدونیه شمالی | ۹ فوریه ۲۰۱۱   |
| مجارستان      | ۱ ژوئیه ۱۹۹۴   |
| اسرائیل       | ۲۸ اکتبر ۲۰۱۰  |
| لتونی         | ۳۰ آوریل ۲۰۰۸  |
| لیتوانی       | ۲۰ نوامبر ۲۰۰۶ |
| مونته‌نگرو     | ۵ نوامبر ۲۰۰۷  |
| مراکش         | ۱ دسامبر ۲۰۰۶  |
| رومانی        | ۲۲ دسامبر ۲۰۰۳ |
| اسلواکی       | ۱ ژانویه ۲۰۰۸  |

### سازمان‌های همکار
| سازمان                                                                          | سال پیوستن                                  |
| ------------------------------------------------------------------------------- | ------------------------------------------- |
| سازمان جهانی هواشناسی                                                           | ۱ نوامبر ۱۹۷۵                               |
| سازمان اروپایی بهره‌برداری از ماهواره‌های هواشناسی                                | ۱۸ مه ۱۹۸۸                                  |
| مرکز آفریقایی کاربرد هواشناسی برای توسعه                                        | ۱۱ مه ۱۹۹۵                                  |
| ALADIN/مدل منطقه محدود با وضوح بالا - با استفاده از سامانه پیش‌بینی مجتمع/Arpege | ۱۹ فوریه ۱۹۹۹                               |
| مرکز پژوهش مشترک                                                                | ۶ مه ۲۰۰۳                                   |
| کمیسیون آمادگی برای سازمان پیمان منع جامع آزمایش هسته‌ای                         | ۲۴ ژوئن ۲۰۰۳                                |
| پیمان بلندبرد فرامرزی آلودگی هوا                                                | ۲۶ ژانویه ۲۰۰۵                              |
| آژانس فضایی اروپا                                                               | ۳۱ مه ۲۰۰۵                                  |
| تفاهم‌نامه دفتر ارتباط مشترک با نهادهای اروپا در بروکسل                          | ۲۳ آوریل ۲۰۱۰                               |
| RIMES                                                                           | ۸ فوریه ۲۰۱۲                                |
| CMA                                                                             | ۲۱ ژانویه ۲۰۱۴                              |
| US NWS                                                                          | ۲۳ ژانویه ۲۰۱۵ - متمم شده در ۳۰ ژانویه ۲۰۱۸ |
| US NCAR                                                                         | ۳۱ اوت ۲۰۱۶                                 |
| INPE Brazil                                                                     | ۳۱ اوت ۲۰۱۷                                 |

## جابجایی ستاد
در سال ۲۰۱۷ (میلادی) کشورهای عضو پذیرفتند که ستاد اروپایی پیش‌بینی میان‌مدت وضع هوا را به مرکز داده بولونیا در ایتالیا جابجا کنند. معماری این‌جای تازه که در گذشته کارخانه دخانیات بوده، قرار است توسط گرکان، مارک و شرکا طراحی شود.

## آرمان‌ها
آرمان مرکز اروپایی پیش‌بینی میان‌مدت وضع هوا، پیش‌بینی وضع هوا در همه زمین و در مقیاس زمانی میان‌مدت تا ۱۵ روز و پیش‌بینی فصلی تا ۱۲ ماه است. خروجی این مرکز در اختیار خدمات آب‌وهوایی ملی کشورهای عضو و همکار قرار می‌گیرد تا از آن به عنوان متممی در کنش‌های اقلیمی و کوتاه‌مدت ملی استفاده شود. همچنین کشورهایی نیز از خروجی مرکز اروپایی پیش‌بینی میان‌مدت وضع هوا برای امور ملی خود، به ویژه هشدار زودهنگام برای وضعیت آب‌وهوای خطرناک استفاده می‌کنند.
مأموریت مرکز اروپایی پیش‌بینی میان‌مدت وضع هوا:
- تأمین پیش‌بینی عددی آب‌وهوا و بررسی سامانه‌های مؤثر بر آب و هوا
- پیش‌برد پژوهش‌های علمی و فنی برای بهبود مهارت‌های پیش‌بینی
- نگهداری بایگانی داده هواشناسی

برای رسیدن به این موارد، مرکز اروپایی پیش‌بینی میان‌مدت وضع هوا کارهای زیر را انجام می‌دهد:
- پیش‌بینی عددی آب‌وهوای زمین، دو بار در روز
- بررسی کیفیت هوا
- بررسی ترکیب جو
- بررسی اقلیم
- بررسی چرخش اقیانوس
- پیش‌بینی آب‌شناسی

این مرکز، مدل‌های جوی و سامانه‌های یکپارچه‌سازی داده را برای دینامیک و ترمودینامیک و ترکیب جو زمین، و برای بخش‌های تعامل‌گر بر سامانه زمین توسعه داده و مدیریت می‌کند. این مرکز با استفاده از روش‌های عددی پیش‌بینی آب‌وهوا برای آماده‌سازی پیش‌بینی و شرایط نخستین این آماده‌سازی‌ها استفاده می‌کند و بررسی بخش‌های مرتبط با سامانه زمین را در آن دخیل می‌سازد.

## کارها و پروژه‌ها

### پیش‌بینی
پیش‌بینی عددی آب‌وهوا نیاز به داده‌های هواشناسی گردآوری شده از ماهواره و سامانه‌های بررسی زمین مانند ایستگاه‌های اندازه‌گیری خودکار و انسانی، هواگرد، کشتی، و بالون هواشناسی دارد. یکپارچه‌سازی این داده برای ساخت وضعیت نخستین یک مدل رایانه‌ای از جو زمین، برای پیش‌بینی وضع هوا بکار می‌رود. این پیش‌بینی‌ها معمولاً:
- پیش‌بینی‌های میان‌مدت، تا ۱۵ روز
- پیش‌بینی ماهانه تا ۳۰ روز
- پیش‌بینی فصلی تا ۱۲ ماه هستند.

در سه دهه گذشته، برنامه‌های گوناگون پژوهشی مرکز اروپایی پیش‌بینی میان‌مدت وضع هوا، نقش مهمی در توسعه یکپارچه‌سازی و مدل‌سازی سامانه‌ها ایفا کرده‌اند. این کار، دقت و اعتبار پیش‌بینی آب و هوایی را نزدیک به یک روز به ازای هر دهه، بهبود می‌دهد؛ بنابراین پیش‌بینی هفت روزه در سال ۲۰۱۵ (میلادی) به اندازه پیش‌بینی سه روزه در سال ۱۹۷۵ دقیق است.

### پیش‌بینی‌های فصلی و ماهانه
پیش‌بینی‌های فصلی و ماهانه مرکز اروپایی پیش‌بینی میان‌مدت وضع هوا، امکان پیش‌بینی نخستین رویدادهایی چون موج گرما، موج سرما و خشک‌سالی و همچنین تأثیر آنها در بخش‌هایی مانند کشاورزی، انرژی، و بهداشت را فراهم می‌کند. از هنگام اجرای مدل موجی، پیش‌بینی موج‌های ساحلی، و خیزآب در آب‌های اروپا ممکن شده که برای هشدارهای ایمنی، مهم است.

### هشدار زودهنگام
پیش‌بینی رویدادهای سخت آب‌وهوایی، اجازه کنش مناسب و انجام برنامه‌های احتمالی از سوی مسئولان یا مردم را ممکن می‌کند. فاصله زمانی فراهم‌شده با این پیش‌بینی‌ها می‌تواند جان مردم را نجات دهد. برای نمونه می‌توان مردم را از منطقه خطر خیزآب، تخلیه کرد. مسئولان یا کسب و کارها می‌توانند برای حفاظت از خدمات خود در برابر تهدیدهایی چون طوفان، سیل، یا برف برنامه‌ریزی کنند.
در اکتبر ۲۰۱۲ (میلادی) مدل مرکز اروپایی پیش‌بینی میان‌مدت وضع هوا، احتمال ورود توفند سندی به خشکی را هفت روز زودتر پیش‌بینی کرد. همچنین این مدل، شدت و مسیر نوریستر نوامبر ۲۰۱۲ را نیز پیش‌بینی کرد که یک هفته پس از توفان سندی به ساحل خاوری آمریکا رسیده بود.
شاخص پیش‌بینی بیشینه مرکز اروپایی پیش‌بینی میان‌مدت وضع هوا به عنوان ابزاری برای شناسایی جایی که گسترش سامانه پیش‌بینی گروهی با اقلیم مدل‌سازی شده، اختلاف بنیادی دارد توسعه داده شد. این شاخص با توجه به گوناگونی پارامترهای آب‌وهوایی، اطلاعاتی در مکان و زمان را فراهم می‌کند و می‌تواند یک وضعیت آب‌وهوایی نابهنجار را بدون نیاز به تعریف آستانه وابسته به زمان و مکان، نشان دهد.

### داده ماهواره‌ای
مرکز اروپایی پیش‌بینی میان‌مدت وضع هوا با همکاری با سازمان اروپایی بهره‌برداری از ماهواره‌های هواشناسی، آژانس فضایی اروپا، اتحادیه اروپا، و انجمن علمی اروپا موقعیت پیشتازی برای اروپا در بهره‌برداری از داده ماهوارهٔ برای پیش‌بینی عددی عملیاتی آب‌وهوا، و پیش‌بینی فصلی عملیاتی با مدل‌های جفت‌شده خشکی-اقیانوس-جو به‌دست آورده‌است. افزایش حجم داده ماهواره‌ای و توسعه بیشتر راه‌های پیچیده استخراج اطلاعات از داده، به بهبود چشمگیر دقت و به‌کارگیری پیش‌بینی عددی آب‌وهوا انجامیده‌است. مرکز اروپایی پیش‌بینی میان‌مدت وضع هوا به‌طور پیوسته تلاش می‌کند تا استفاده از بررسی ماهواره‌ای را برای پیش‌بینی عددی آب‌وهوا بهبود دهد.

### بازنگری
مرکز اروپایی پیش‌بینی میان‌مدت وضع هوا سهم بزرگی در پشتیبانی پژوهشی از گوناگونی آب‌وهوایی، و پیشگامی در روشی به نام «بازنگری هواشناسی» دارد. این روش شامل وارد کردن بررسی‌های آب‌وهوایی گردآوری‌شده در طی چند دهه در یک سامانه پیش‌بینی عددی آب‌وهوا می‌شود که شرایط جوی، دریایی، و خشکی را در بازه‌های زمانی مشخص بازسازی می‌کند تا تصویر روشن‌تری از چگونگی تغییر اقلیم به‌دست دهد. بازنگری، تصویر چهاربعدی از جو نشان می‌دهد و به شکل مؤثری، اجازه بررسی گوناگونی و تغییر اقلیم زمین را می‌دهد. از این راه، درک و شناسایی تغییر را بهتر می‌کند.
امروز و با پشتیبانی خدمات هواشناسی ملی اروپایی و کمیسیون اروپا، مرکز اروپایی پیش‌بینی میان‌مدت وضع هوا، ۲ بازنگری عمده از جو زمین انجام داده‌است. نخستین بازنگری به نام (ارا-۱۵) از دسامبر ۱۹۷۸ (میلادی) تا فوریه ۱۹۹۴ (میلادی) و دومین آن (ارا-۴۰) از سپتامبر ۱۹۵۷ تا اوت ۲۰۰۲ بود.

### مدل پیش‌بینی عملیاتی
پیش‌بینی‌های عملیاتی مرکز اروپایی پیش‌بینی میان‌مدت وضع هوا از «سامانه پیش‌بینی مجتمع» (در ایالات متحده آمریکا به صورت غیررسمی «مدل اروپایی» نامیده می‌شود) ساخته می‌شود که هر ۱۲ ساعت اجرا می‌شود و آب‌وهوای ۱۰ روز را پیش‌بینی می‌کند.
این مدل، هم پیش‌بینی تخمینی و هم پیش‌بینی گروهی را در بر می‌گیرد. پیش‌بینی تخمینی یک اجرای تک‌مدل است که هم وضوح و هم هزینه محاسباتی آن بالا است. وضوح پیش‌بینی گروهی، کم، و هزینه محاسباتی آن نیز پایین است. اما این پیش‌بینی، اجرای ۵۱ مدل را همزمان پیش می‌برد. این مدل‌ها از شرایط نخستین کمی متفاوت آغاز می‌شوند تا گستره بزرگی از احتمالات آب‌وهوایی ممکن را پیش‌بینی کنند.